# Volcán Puyehue
El Volcán Puyehue (del mapuche: puye hue ‘lugar de puyes (peces)’) es un volcán activo del tipo estratovolcán y cono colapsado, de 2240 m s. n. m., ubicado en la cordillera de los Andes, en la Región de Los Ríos, Chile, específicamente al norte del paso internacional Cardenal Samoré, en el límite este del parque nacional Puyehue. 
El volcán Puyehue forma, junto al Cordón del Caulle (del mapuche: Kaulle ‘Gaviota cahuil’) y la Cordillera Nevada, un sistema volcánico de orientación noroeste-sureste conocido en la vulcanología como Complejo Volcánico Puyehue-Cordón Caulle (abreviado CVPCC).
Del complejo volcánico sólo el volcán Puyehue y Cordón Caulle han entrado en erupción durante el Holoceno, y de estos sólo el Cordón Caulle ha registrado erupciones históricas, empezando su última erupción el 4 de junio de 2011 generando pérdidas materiales estimadas en 100 millones de dólares para la región patagónica en su conjunto.

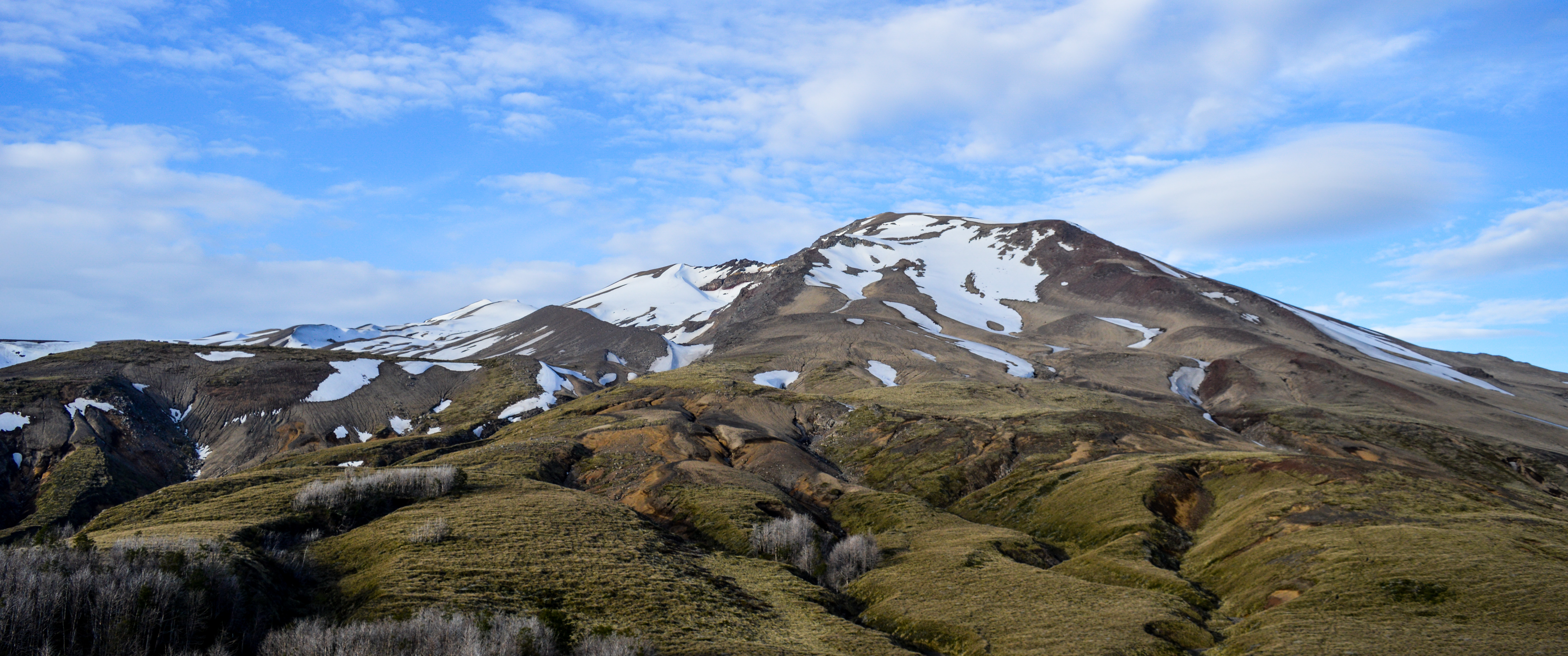

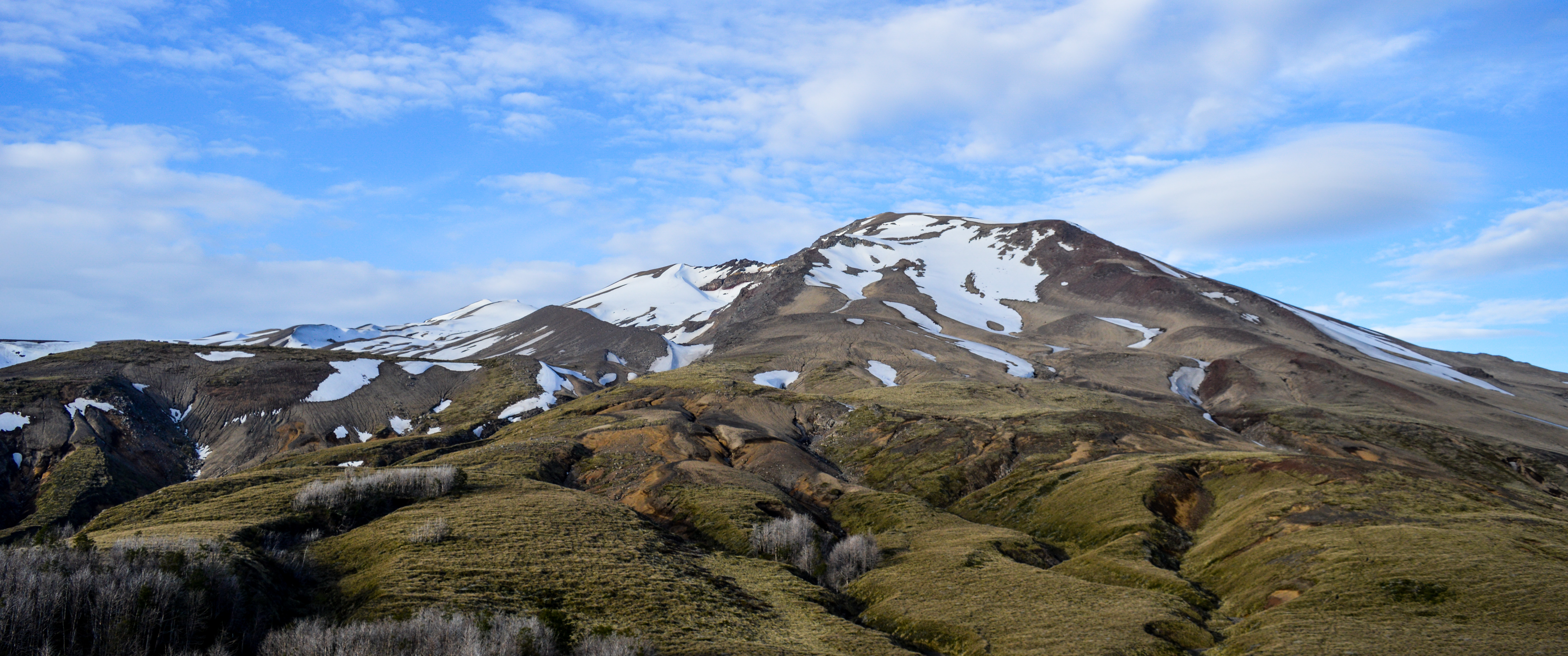
Panorámica de Volcán Puyehue desde Refugio El Caulle

## Geografía
Puyehue, Cordón Caulle, y Nevada forman una cordillera al noroeste de tendencias de macizo en la Provincia del Ranco de los Andes. Los tres volcanes se unieron. El Puyehue se encuentra en el sureste, el Cordón Caulle en el centro, y la Cordillera Nevada, que debe su nombre a su apariencia porque a menudo está cubierto de nieve visto desde la población relativamente densa del Valle Central de Chile, encontrándose en el extremo noroeste. El macizo se encuentra entre dos lagos, Lago Ranco en el norte y Lago Puyehue en el sur. Cordillera Nevada tiene una caldera de 9 km en su punto medio y corresponde a los restos de un volcán que se derrumbó. La Cordillera Nevada ocupa una superficie aproximada de 2 000 000 km². Cordón Caulle es un cerro escarpado al noroeste que alberga un volcán en su Fosa tectónica desarrollado en la fisura volcánica. Las cimas del Cordón Caulle colectivamente están por encima de la línea de árboles, con el punto más alto alcanzando los 1798 m. Volcán Puyehue es un estratovolcán situado en el extremo sureste del Cordón Caulle, justo al este de la falla principal de la Falla Liquiñe-Ofqui Su cono alberga un cráter de 2.4 km de ancho, y los productos de la actividad volcánica Puyehue cubren un área aproximada de 160 km².

### Flora
Las partes bajas de las montañas están sujetas a características alpinas de vegetación, clásico del bosque valdiviano, donde especies como la Chusquea culeou y Nothofagus dombeyi son comunes. La línea de árboles, descansa en una altitud de 1500 m, mayoritariamente Nothofagus pumilio. Sobre esta línea existe desierto volcánico y tundra alpina. Las principales plantas a estas altitudes son Gaultheria mucronata, Empetrum rubrum, Hordeum comosun y Cissus striata.

## Historia geológica
El complejo volcánico que comprende el Puyehue, Cordón Caulle y Sierra Nevada tiene un largo historial de actividad que van desde hace 300 000 años hasta el presente. Las partes más antiguas de la caldera de la Cordillera Nevada y el volcán Mencheca reflejan la actividad aún más antigua del Plioceno o principios de los años del Pleistoceno. En los últimos 300 000 años, ha habido una serie de cambios en la composición magmática, el locus de la actividad volcánica, las tasas de salida del magma y estilos eruptivos.

### Volcanes ancestrales
Hace unos 3 000 000 años, los cambios importantes ocurrieron en la zona del Puyehue. El antiguo volcán Mencheca del Plioceno, actualmente expuesto al noreste del cono de Puyehue, disminuyó su actividad. Esta disminución se debió probablemente a un cambio regional en la ubicación del frente activo de la Zona Volcánica Sur que también afectó a otros volcanes como el Tronador y el Lanín. El traslado de la parte frontal activa dio lugar a nuevos volcanes hacia el oeste o el aumento de su actividad. El anteriormente amplio cinturón magmático se redujo, conservando sólo una actividad vigorosa en su parte más occidental. Asociado a estos cambios son las rocas más antiguas de PCCVC, los que pertenecen a Sierra Nevada. Sierra Nevada creció con el tiempo para formar un gran volcán en escudo, durante el mismo tiempo Cordón Caulle también estaba siendo construido con productos no silícicos en comparación con sus coetáneos Sierra Nevada y Mencheca. Las rocas más antiguas del volcán Puyehue son de 200 000 años, lo que representa la edad más temprana posible de este volcán.

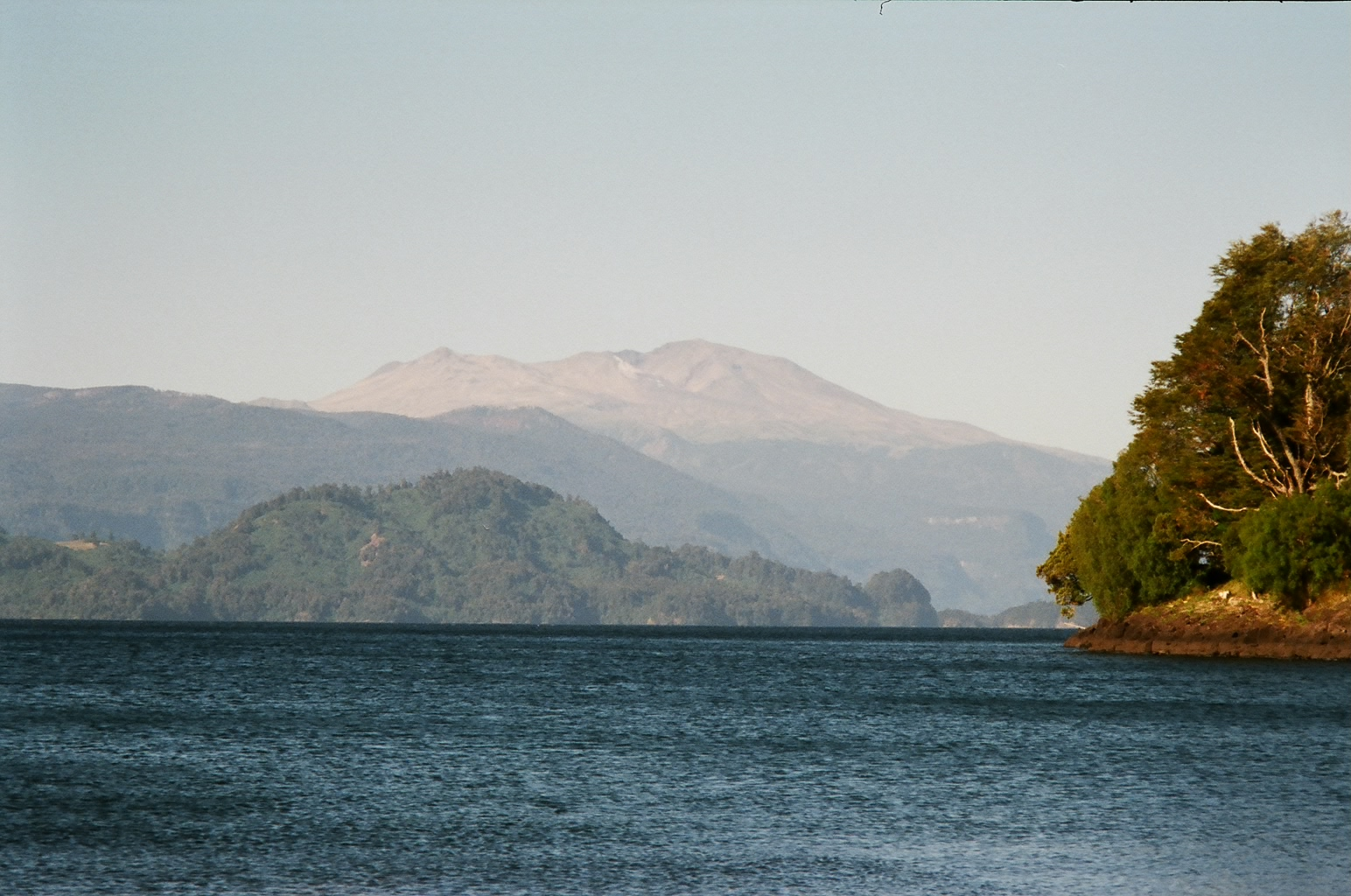
Vista del Volcán desde el Lago Puyehue.

Se estima que hace unos 100 000 años en el período comprendido entre el Río Llico y glaciación Llanquihue se produjo un gran depósito piroclástico llamada San Pablo. Esta ignimbrita cubre un área estimada de 1500 km² inmediatamente al oeste de la Cordillera Nevada, que se extiende a través de la Zona Central de Chile casi llegando a la Cordillera de la Costa. Los depósitos de San Pablo se han asociado con la formación de la Caldera de Cordillera Nevada.

### Vulcanismo durante la Glaciación Llanquihue
Durante la glaciación de Llanquihue ocurrió volcanismo en las tres fisuras de ventilación, la Cordillera Nevada, Cordón Caulle y el volcán Puyehue. Durante la mayor parte de este tiempo el volcán estaba cubierto por la Capa de Hielo Patagónico, dejando estriaciones glaciales en muchos afloramientos de lava y afectaron a la actividad volcánica.
En la Cordillera Nevada, este volcanismo se expresó cerca de 117 000 años atrás, principalmente como flujos dacíticos de lava estallaron a lo largo de las fallas del anillo. Estos flujos de lava parcialmente llenaron la caldera y fluyeron hacia el norte, a lo que hoy es río Nilahue. A mediados o finales de la época glacial, Cordillera Nevada produjo su última lavas que fueron andesíticas o dacíticas en su composición. El Cordón Caulle evolucionó durante este tiempo de ser un volcán en escudo a una Fosa tectónica con fisura de ventilación. Esto fue acompañado por la emisión de ignimbritas y flujos de lava dacíticas. 
Puyehue se caracterizó por la erupción de andesita basáltica a dacitas hasta que su actividad se volvió bimodal a hace unos 34 000 años. El inicio de este cambio fue marcado por la erupción de riodacita mezclado con andesita basáltica rica en óxido de magnesio (MgO). La actividad bimodal continuó con un pequeño pausa alrededor de 30 000 años hasta hace unos 19 000 años, cuando comenzó a producir domos de lava y flujos de composición riolítica a dacítica, tendencia que se prolongó hasta 12 000 años antes del presente. Entre 15 000 y 12 000 años atrás, Puyehue, también entró en erupción basáltica andesita. Durante la glaciación Llanquihue el volcán Puyehue produjo algunos de los más primitivos basaltos de la Zona Volcánica Sur con una concentración Masa porcentaje de óxido de magnesio de 14,32, que está en equilibrio con el derretimiento de manto de peridotita.

### Vulcanismo Postglacial
Sólo el Puyehue y Cordón Caulle han entrado en erupción durante el Holoceno, y de estos sólo Cordón Caulle ha registrado erupciones históricas. En el intervalo de entre 7 000 000 y 5 000 000 años atrás, el Puyehue tuvo erupciones riolíticas que produjeron cúpulas de lava. Las cúpulas de lava fueron destruidos más tarde después de una secuencia de erupciones fuertes que formaban parte de un ciclo eruptivo explosivo. Estas últimas erupciones fueron probablemente freatomagmáticos y del tipo sub-plinianas y se produjeron alrededor de 1100 años atrás (~ 850 CE).

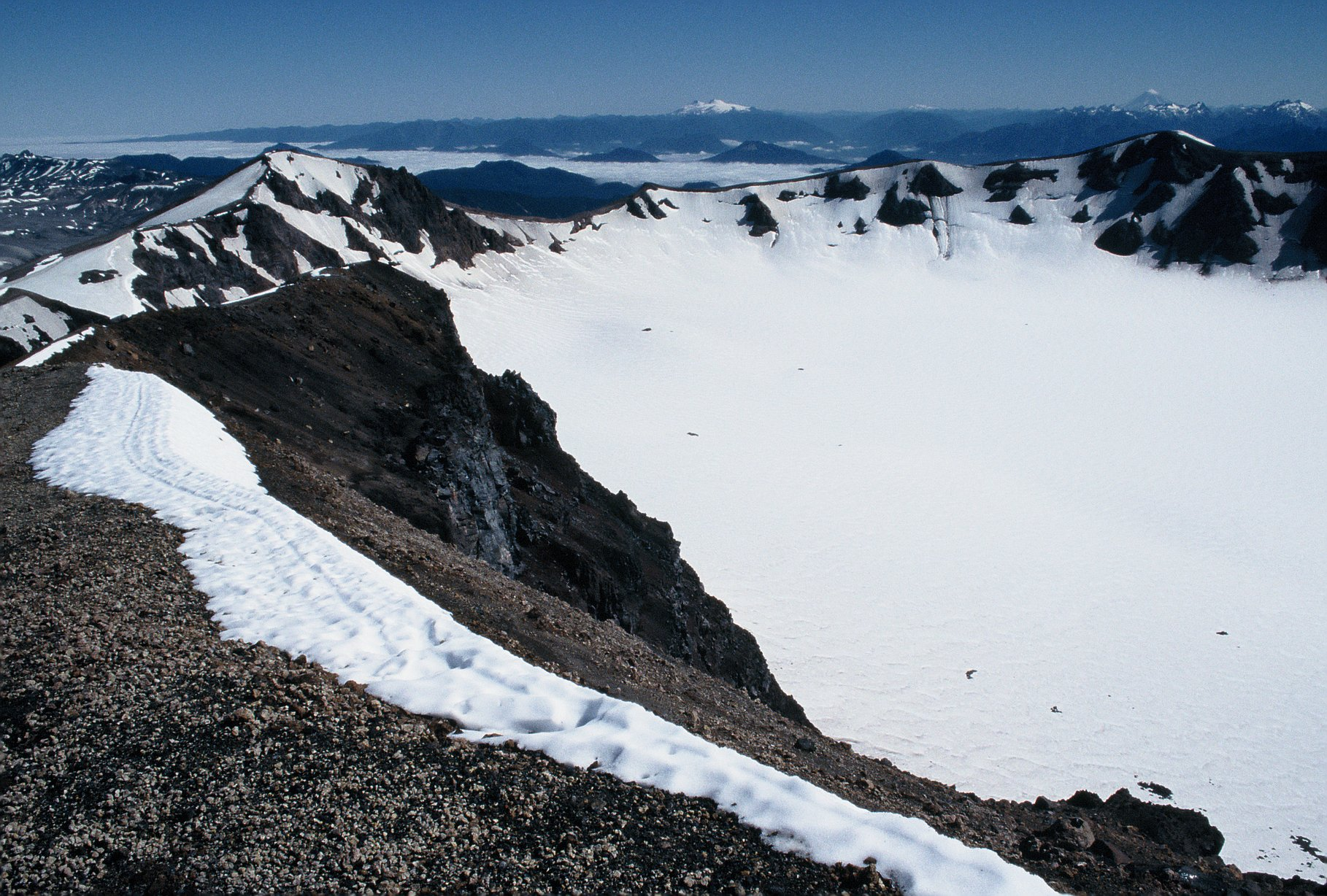
Vista desde la cumbre de Puyehue en su cráter. En el fondo se puede apreciar la depresión que ocupa el lago Ranco así como los volcanes Mocho-Choshuenco y Lanín.

## Registros históricos de erupciones
Registros eruptivos en el Cordón Caulle, el único centro activo en el sistema de Puyehue-Cordón Caulle en tiempos históricos, son relativamente escasos. Esto se explica por la posición geográfica del Cordón Caulle y la historia de la colonización española y chilena en el sur de Chile.  
Después de un intento fallido en 1553, el gobernador de García Hurtado de Mendoza fundó la ciudad de Osorno en 1558, el único asentamiento español en la zona, a 80 km al oeste del Cordón Caulle. Este asentamiento tuvo que ser abandonados en 1602, debido a conflictos con los nativos huilliches. No hay registro de erupción conocidos de esta época.  
Desde 1602 hasta mediados del siglo XVIII no existían asentamientos españoles en un radio de 100 km. Las más cercanas eran Valdivia y las misiones esporádicas alrededor del lago Nahuel Huapi, ambas fuera de la vista del volcán.  
En 1759 una erupción se notó en la Cordillera, aunque esto se atribuye principalmente al volcán Mocho. A finales del siglo XIX la mayoría del Valle Central al oeste del Cordón Caulle había sido colonizada por los chilenos y los inmigrantes europeos y una erupción se registró en 1893. El próximo informe de erupción se produjo en 1905, pero la erupción del 8 de febrero de 1914 es la primera que con certeza fue registrada. 

### 1960
El domingo 22 de mayo de 1960 a las 15:11 hora local (UTC-4), ocurrió el Terremoto de Valdivia de 1960. Su epicentro se localizó en las cercanías de Traiguén, provincia de Malleco, Región de La Araucanía, y tuvo una magnitud de 9,5 MW, el más potente registrado instrumentalmente en la historia de la humanidad.

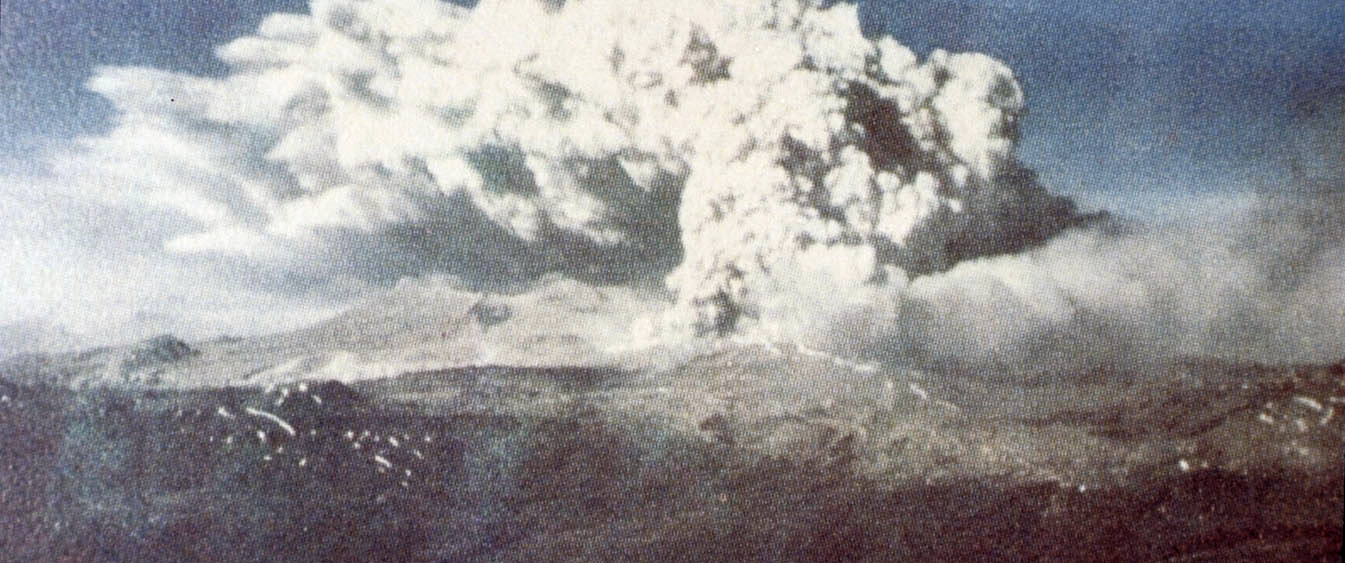
Erupción del complejo volcánico en 1960.

Al cabo de unas horas, el Cordón Caulle, comenzó a mostrar señales de inestabilidad importante en el complejo volcánico debido a que, producto del sismo, ocurrió una agitación de la cámara magmática, lo que provocó el ascenso de magma a la superficie, seguido de gran cantidad de sismos con respecto a este efecto.
Este fenómeno perduró durante unas 36 horas después del gran sismo, hasta que el 24 de mayo, comenzó una erupción explosiva de medianas proporciones en donde se lanzaron grandes cantidades de tefra y algunos flujos de lava y flujos piroclásticos. La erupción se clasificó en la escala de 4 con respecto al Índice de explosividad volcánica. El evento comenzó en una de las aperturas del Cordón Caulle, y finalmente de concentró en todo el franco sur del volcán Puyehue.
El evento obligó a desviar y/o suspender algunos vuelos debido a que la ceniza podría causarle fallas graves a los motores de los aviones circundantes a la nube de cenizas.
La pluma de cenizas alcanzó fácilmente alturas superiores a 10 km y cruzó territorio argentino hasta alcanzar el Océano Atlántico y perduró 2 días.
La actividad en el Cordón Caulle se prolongó durante una semana hasta que, lentamente, se pudo comprobar una baja actividad volcánica hasta finalizar la erupción.

### 1990

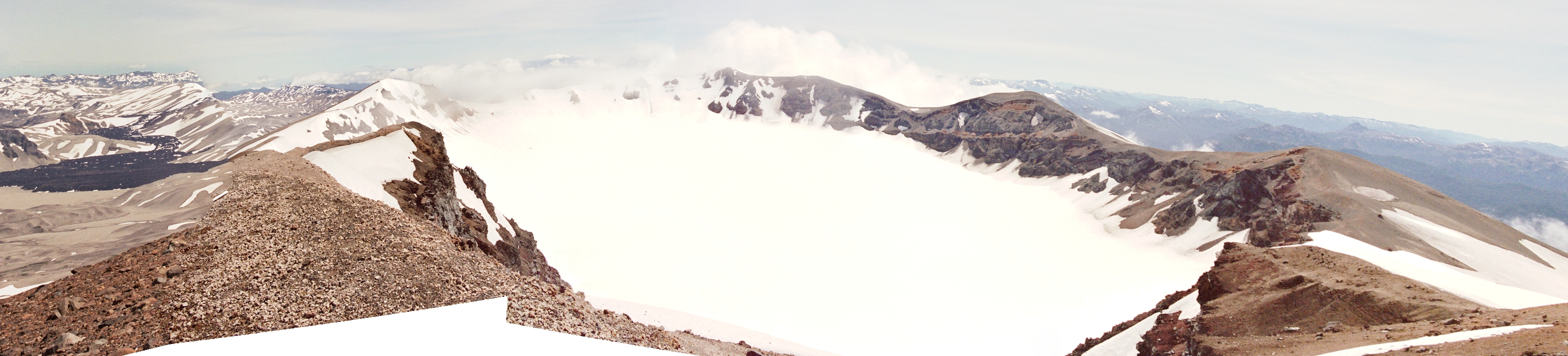
Panorámica del cráter del volcán. A la izquierda se ven lavas oscuras producto de la erupción de 1960 del Cordón Caulle.

Nuevamente la actividad sísmica debajo del Cordón Caulle, aumenta progresivamente y se nota una ligera inflación del sistema volcánico. El 2 de julio del mismo año, comienza a generarse un cono de Toba en el Cordón Caulle, en donde arrojó flujos de lava. Sin embargo, la erupción no fue mayor, y no duró mucho tiempo.

### 2011
Una vez más, la actividad en el Cordón Caulle, aumenta en el primer mes del año, generándose sismos no superiores a 2 grados al inicio. Sin embargo, en junio, la cantidad de sismos aumentó de forma importante, dándose el pico de sismos el 4 de julio.

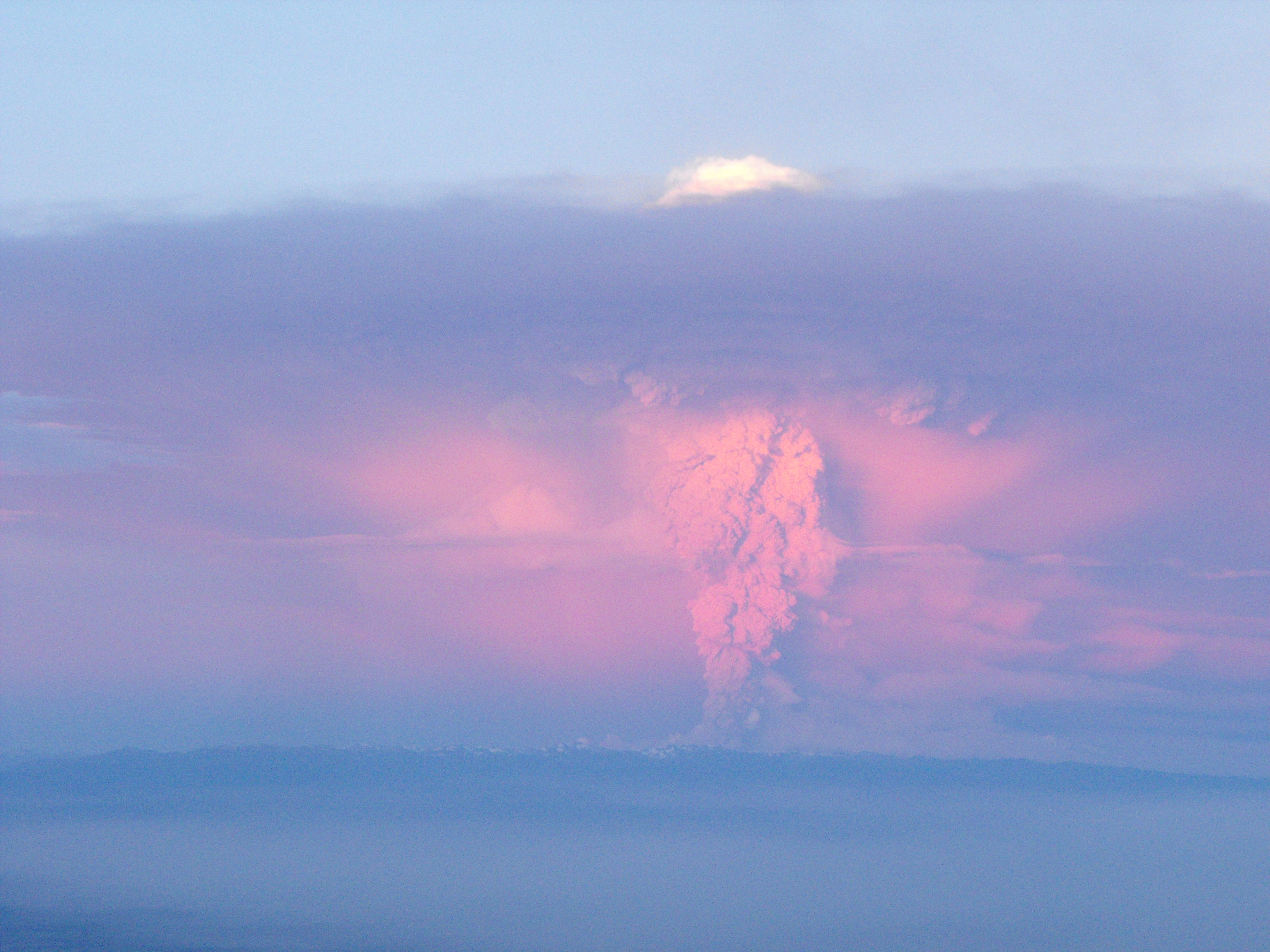
Erupción del 2011 vista desde el aire

Ese mismo día, comenzó la primera erupción, que alcanzó los 15 km de altura. Rápidamente alcanzó territorio argentino, afectando a Bariloche,Villa la Angostura y localidades de la zona sur de la Provincia de Río Negro. Esta erupción obligó a decretar Alerta Roja tanto por Sernageomin y Onemi, y provocó una restricción para acercarse al área cercana al volcán. También provocó que se suspendieran los vuelos y provocó alertas ambientales en distintas ciudades en ambos países afectados, pero más incluido en Argentina, donde cayó con más intensidad la ceniza proveniente del volcán. Esta erupción se caracterizó por la generación de un domo de lava en la fisura del Cordón Caulle.
Después de ese episodio, la actividad disminuyó un poco, y la columna de cenizas ya alcanzaba los 1350 km de longitud y había llegado al Océano Atlántico. Después de ese tiempo, se pudo ver incandescencia cerca del cráter activo, y la actividad cambió, generándose erupciones del tipo vulcaniana cada cierto tiempo.

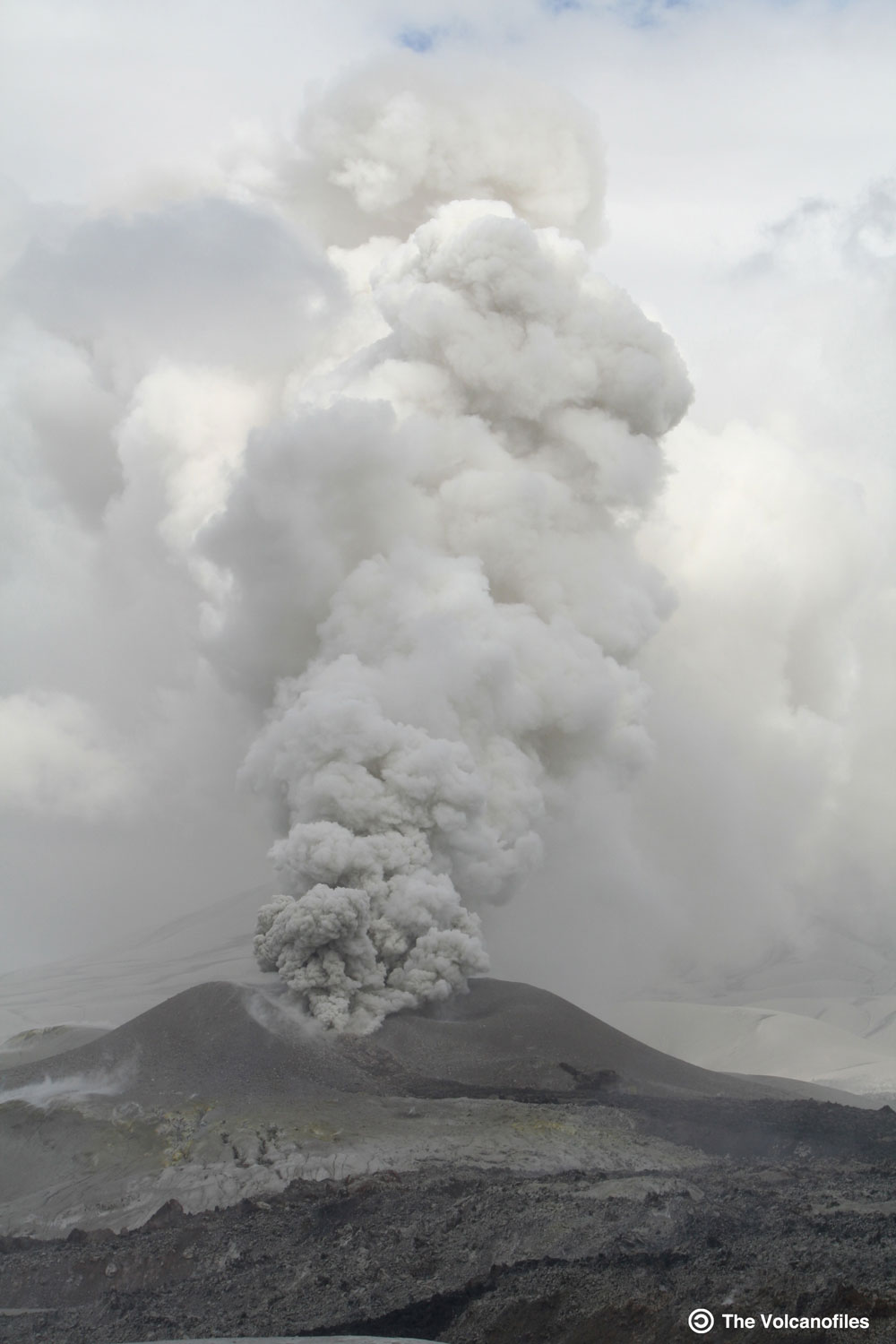
Actividad en Cordón Caulle en 2012.

El Río Nilahue fue seriamente afectado debido a que fue contaminado con piedra pómez y ceniza volcánica que bajaba de la montaña, lo que provocó el aumento de la temperatura en parte de la longitud del río y una gran mortandad de peces.
El 15 de junio, comenzó una nueva erupción, pero del tipo parecido al estromboliana, arrojando lava hacia debajo del piso del Cordón Caulle hacia el oeste, provocando una columna eruptiva no superior a 5 km y poca concentración de cenizas volcánicas. Esta erupción, que duró hasta fines del 2012, provocó un flujo de lava que se movió hasta 200 m de longitud.

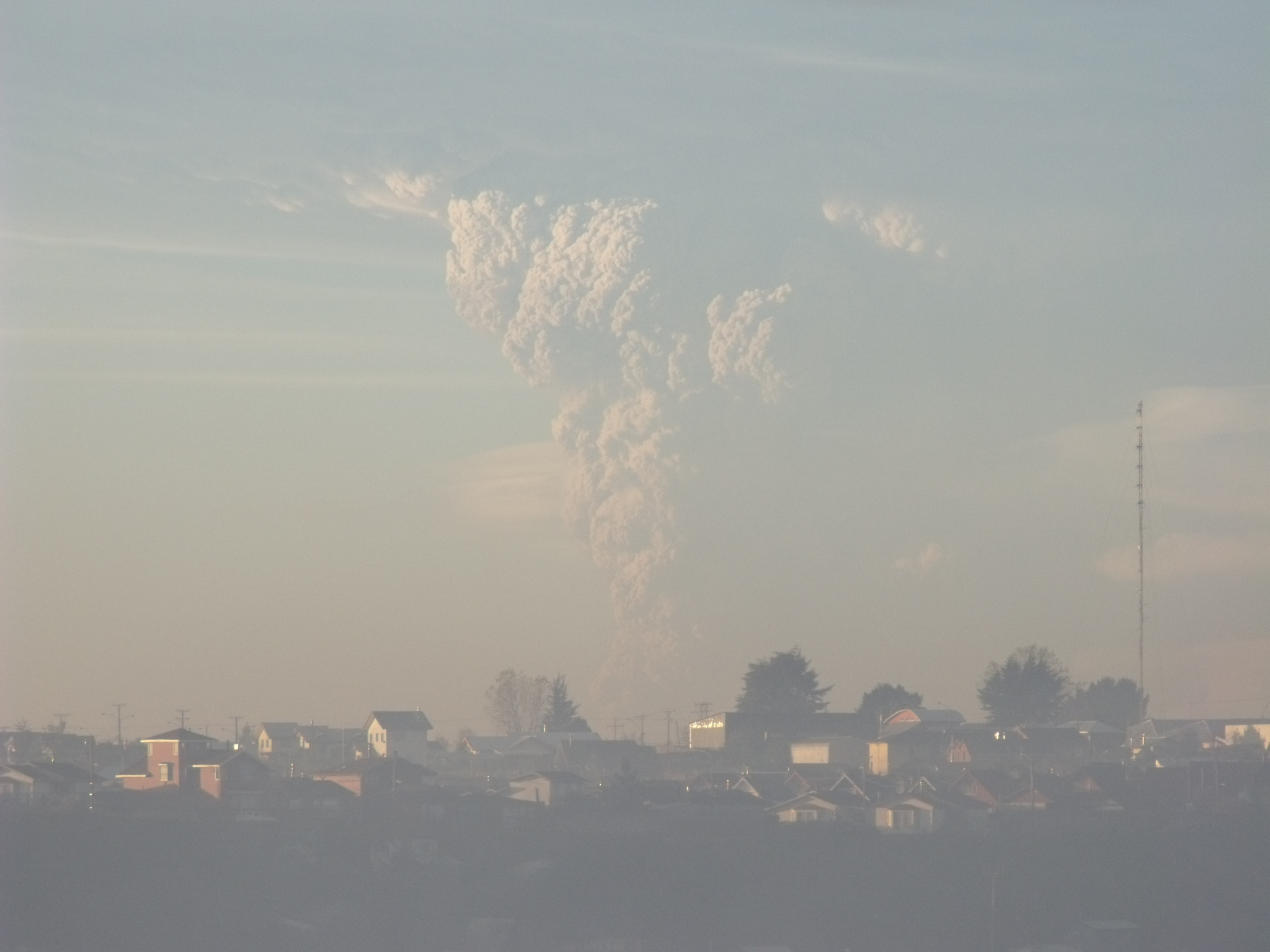
Erupción del Caulle vista desde Puerto Montt.

El 24 de septiembre, el volcán hizo erupción. Sin embargo, solo duró hasta la noche.
A inicios del año 2013, la erupción finalizó, bajando la alerta a Amarilla por parte de Sernageomin. A mediados de ese año, finalmente bajo la alerta a Verde.

### Registros de erupción por fecha
El sistema Puyehue-Cordón Caulle dispone de registros históricos de erupciones en:
| Año  | Fecha           | IEV | Notas |
| ---- | --------------- | --- | --- |
| 2011 | 4 de junio      | 5   | El 4 de junio comenzó un nuevo proceso de erupción. Luego de un promedio de 230 sismos por hora, de los cuales 12 eventos presentaron magnitudes mayores a 4,0 grados en la escala de Richter y 50 eventos, mayores a 3,0. Preventivamente la Oficina Nacional de Emergencia (ONEMI) declaró alerta roja nivel seis, que corresponde a una “erupción moderada” (decreto equivalente al nivel tres —“erupción vulcaniana, subpliniana y/o violenta”— del Índice de Explosividad Volcánica) |
| 1990 |                 | 1   | Un pequeño cono volcánico se cree que se formó en el Cordón Caulle |
| 1960 | 24 de mayo      | 2   | Tras el Terremoto de Valdivia de 1960, cuyo principal impacto fue el 22 de mayo de 1960, el Cordón Caulle comenzó a entrar en erupción a lo largo de su flanco sur. |
| 1934 | 6 de marzo      | 2   | Puyehue-Cordón Caulle tuvo una erupción |
| 1929 | 7 de enero      | 2   | Puyehue-Cordón Caulle tuvo una erupción |
| 1921 | 13 de diciembre | 3   | Cordón Caulle tuvo una erupción subpliniana, con una fumarola de 6.2 km, explosiones y sismicidad periódicas. Finalizó en febrero de 1922. |
| 1919 |                 | 2   | Puyehue-Cordón Caulle estuvo en erupción hasta 1920. |
| 1914 | 8 de febrero    | 2   | Puyehue-Cordón Caulle tuvo una erupción |
| 1905 |                 | 2   | Puyehue-Cordón Caulle se cree tuvo una erupción |
| 1893 |                 | 2   | Puyehue-Cordón Caulle se cree tuvo una erupción |
| 1759 |                 | 2   | Puyehue-Cordón Caulle se cree tuvo una erupción |

## Actividad geotérmica y la exploración
Cordón Caulle es un área importante de actividad geotérmica, tal como se manifiesta por las abundantes aguas termales, manantiales de agua hirviendo, Solfataras, y fumarolas que se desarrollan en él. El sistema geotérmico en el Cordón Caulle consiste en un sistema dominado por vapor que recubre una máquina de vapor más superficial de un acuífero calentado. Las temperaturas de los sistemas de vapor varían desde 260 a 340 °C y 150-180 °C para el acuífero. La parte más alta del sistema geotérmico, a 1500-2000 m, se caracteriza por fumarolas y manantiales ácido-sulfato.
Cordón Caulle es considerado uno de los principales sitios de exploración geotérmica en Chile.

## Aproximación y ascenso
Desde el sur, Cordón Caulle se puede abordar desde Fundo El Caulle en la Ruta CH-215, que va de Osorno, Chile hasta Bariloche en Argentina a través del Paso Samoré. Cerca de los 1000 m en la ladera boscosa hasta hay un camping y refugio de montaña. De acuerdo con la página principal del parque nacional Puyehue al refugio se puede llegar después de cuatro horas de caminata. El acceso a través de El Caulle no es público, ya que no está dentro de parque nacional Puyehue, y tiene un derecho de entrada de 10 000 pesos, a partir de 2009, a pagar, de los cuales 3000 se devuelven si los visitantes retiran su basura. Desde el norte, hay huellas en los alrededores del Valle de Nilahue cerca de Lago Ranco. La huella asciende aproximadamente 1000 metros a través del bosque denso a la zona de Cordón Caulle. Desde el relativamente plano Cordón Caulle hay cerca de otros 600 m de ascenso sobre la tefra y rocas sueltas a la cumbre de Puyehue. En la zona de Nilahue hay arrieros que ofrecen viajes a caballo a Cordón Caulle.